# Hjem til Århus
Hjem til Århus er en sang skrevet af Niels Kirkegaard og Jens Folmer Jepsen til På Slaget 12 - inspireret af USA, hvor enhver by med respekt for sig selv har sin egen sang. Gruppen havde egentlig besluttet, at den ikke skulle med på debutalbummet i 1986, men producer Phil Barrett kunne fornemme, at den havde noget særligt, og derfor insisterede han på, at den skulle med. Den blev da også et stort hit for gruppen i 1987.
Hjem til Århus blev af det ansete musikmagasin Billboard kåret som Europas bedste nationale hit i 1987.
Sangen er streamet mere end 8 millioner gange på Spotify